# Zeebra
Zeebra (jap. ジブラ Jibura), właściwie Hideyuki Yokoi (jap. 横井 英之 Yokoi Hideyuki; ur. 2 kwietnia 1971 w Tokio) – japoński raper i DJ, a także aktor i osobowość telewizyjna. Były członek grupy hip-hopowej King Giddra (w jej skład wchodzili również DJ Oasis i K Dub Shine). Od 1997 roku prowadzi solową działalność artystyczną.

## Dyskografia

### Albumy studyjne
- The Rhyme Animal (1998)
- Based on a True Story (2000)
- Tokyo's Finest (2003)
- The New Beginning (2006)
- World of Music (2007)
- Black World/White Heat (2011)
- 25 to Life (2013)

### Kompilacje
- The First Struggle (2002)
- The Anthology (2008)
- 100 Feat. 〜Zeebra 25th Anniversary Box〜 (2013)
- Summer Collection (2014)

## Nagrody i wyróżnienia
2002
- MTV Video Music Awards Japan – Best Video from a Film (Najlepszy teledysk promujący film) – Neva Enuff (feat. Aktion) (Nominacja)

2003
- MTV Video Music Awards Japan – Best Hip Hop Video (Najlepszy teledysk hip-hopowy) – F.F.B. (with King Giddra) (Nominacja)

2004
- MTV Video Music Awards Japan – Best Hip Hop Video (Najlepszy teledysk hip-hopowy) – Touch The Sky (Zwycięzca)
- MTV Video Music Awards Japan – Best Male Video (Najlepszy teledysk męskiego artysty)  – Touch The Sky (Nominacja)

2006
- MTV Video Music Awards Japan – Best Hip Hop Video (Najlepszy teledysk hip-hopowy) – Street Dreams (Nominacja)

2008
- MTV Video Music Awards Japan – Best Hip Hop Video (Najlepszy teledysk hip-hopowy) – Not Your Boyfriend (feat. Jesse (RIZE)) (Nominacja)

## Filmografia

### Filmy
| Rok  | Tytuł              | Rola    |
| ---- | ------------------ | ------- |
| 2004 | Jam Films S        | Tuesday |
| 2010 | Zatoichi: The Last | Yasuke  |

### Telewizja
| Rok  | Tytuł                        | Rola        |
| ---- | ---------------------------- | ----------- |
| 2000 | Hip Hop: The New World Order | jako on sam |
| 2000 | Waratte iitomo!              | jako on sam |
| 2006 | Shugâ hiru sutirîto          | jako on sam |
| 2012 | Bazooka!!!                   | jako on sam |
| 2013 | Mikapan                      | jako on sam |